# Neomediävalismus

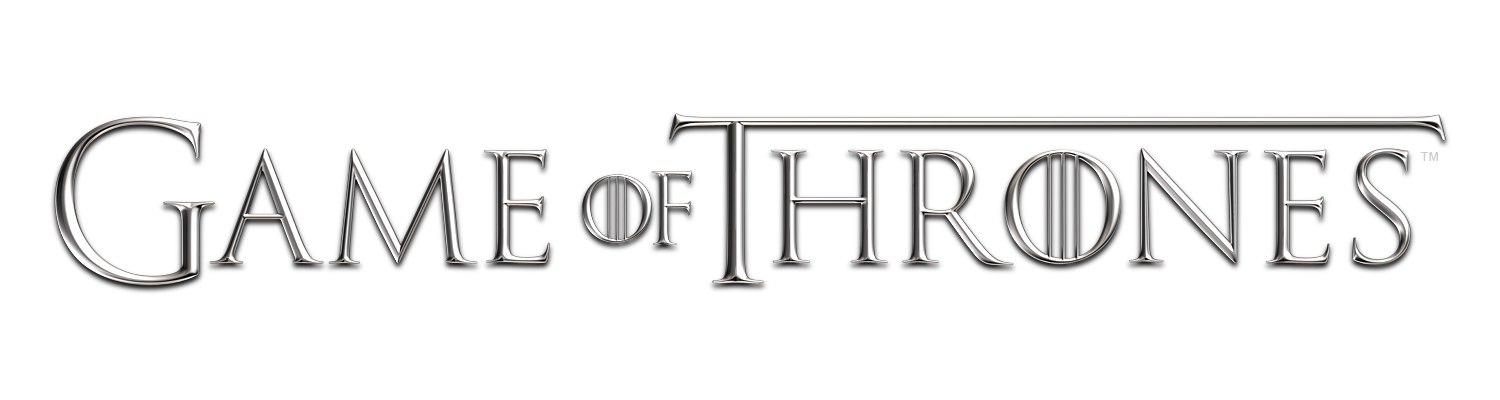
Ein Beispiel, wie Neomediävalismus funktioniert, ist Game of Thrones

Neomediävalismus (vom Englischen „neomedievalism“, wobei medievalism einer Mittelalterrezeption entspricht) bezeichnet eine (Wieder-)Aufnahme, jedoch durch eine komplette Entkoppelung von der historischen Epoche des Mittelalters sowie eine Schöpfung eines fiktiven sekundären Mittelalters, dessen Authentizität eben nur auf „Mittelalterlichkeit“ beruht.
Diese „Mittelalterlichkeit“ bezieht sich auf die gesamten populären Vorstellungen vom Mittelalter ohne die Notwendigkeit historischer Beglaubigung, wobei dieser Neomediävalismus in all jenen Produkten der Populärkultur zu finden ist, die ihre fiktionale Welt neomediäval, d. h. mittelalterliche Elemente und Versatzstücke mit solchen der Gegenwart oder anderer Epochen hybridisieren, vor allem in den Fantasymedien (Roman, Film, Serie, Kunst, Performance und Reenactment, Computerspiel, in Rollen- und Brettspielen und in der Musik). Die wissenschaftliche Untersuchung von neomediävalen Produkten und Kunstwerken gehört zum Feld des medievalism – auf deutsch Mittelalterrezeption.

## Begriffsgeschichte
Im Laufe der Entwicklung der englischen Renaissancekunst und -kultur hatten mittelalterliche Elemente nicht nur weiter gewirkt, sondern wurden nach Momenten stärkeren antiken Einflusses auch bewusst wieder aufgenommen, mit neueren Darstellungsformen verschmolzen und als „Neo-Mediävalismen“ neuen Funktionen zugeführt.
Der englische Begriff neomedievalism entstand 1870, als er synonym zu medievalism verwendet wurde, setzte sich aber nicht durch.
Die neuere Begriffsgeschichte von neomedievalism zeigt auch, dass es Unterschiede gibt.
Im 19. Jahrhundert wurde das Interesse der deutschen Literatur am Neomedievalismus zum Hintergrund für Richard Wagners Opern Tannhäuser, Lohengrin und Parsifal.
In der Literaturtheorie wurde der Begriff neomedievalism durch den italienischen Mediävisten Umberto Eco in seinem 1986 (ital. original 1973) erschienenen Essay „Dreaming of the Middle Ages“ neu geprägt.
In der politischen Theorie der modernen internationalen Beziehungen, wo der Begriff ursprünglich auf Hedley Bull zurückgeht, wird die politische Ordnung der globalisierten Welt als Analogie zum hochmittelalterlichen Europa betrachtet, in dem weder die Staaten noch die Kirche oder andere territoriale Mächte volle Souveränität ausübten, sondern an komplexen, sich überschneidenden und unvollständigen Souveränitäten beteiligt waren.
Allerdings zielte Bulls Auffassung des Neomedievälismus nicht darauf ab, „wörtliche“ Vergleiche mit dem Mittelalter anzustellen, sondern vielmehr zieht das Neo-Mittelalter eine Analogie zu den lockeren Formen, in denen politische Autorität im Mittelalter konzipiert wurde.
Neomittelalterlich ist die deutsche Übersetzung des englischen Begriffes neomedieval, der sich sowohl auf Mittelalter-Filme als auch auf alternative mittelalterliche Welten in den Genres Fantasy bzw. Science-Fiction bezieht.

## Mittelalterstudien
1983 schreibt Eco in seinem Essay, dass das Mittelalter eine Form der Tradierung sei, die in zwei unterschiedlichen Dimensionen zu begreifen ist. Für Eco ist: „der Traum vom Mittelalter […] dabei, die ganze europäische Kultur zu erfassen.“ Eco macht dies im Besonderen an der Rezeption des Mittelalters fest, er untersucht die Reproduktion des Mittelalters oder mittelalterlicher Topoi in der Pop-Kultur, aber impliziert auch immer die Idee des Weges in ein neues Mittelalter.
Das weit verbreitete Interesse an mittelalterlichen Themen in der populären Kultur, insbesondere in Computerspielen wie MMORPGs, Filmen und Fernsehsendungen, neo-mittelalterlicher Musik und populärer Literatur, wird demnach auch als Neomittelalter bezeichnet. Der Ausdruck wird von verschiedenen Historikern gebraucht, um die Verknüpfung zu schaffen, von der populären Fantasy hin zu der mediävistischen Wissenschaft. Kritiker diskutierten darüber, warum mittelalterliche Themen das Publikum in einer modernen, stark technisierten Welt weiterhin faszinieren. Eine mögliche Erklärung ist das Bedürfnis nach einer romantisierten historischen Erzählung, um das verwirrende Panorama der aktuellen politischen und kulturellen Ereignisse zu verdeutlichen.

## Überlappungen der Terminologie zwischen politischer Theorie und mediävistischer Forschung
Während in der politikwissenschaftlichen Betrachtung des Begriffes, dieser zumeist negativ konnotiert verwendet wird, ist der Begriff in der mediävistischen Forschung eher in einer positiven Verwendung zu sehen. Es wird auf eine Form der Kontinuitätstheorie des Mittelalters rekurriert:
Das Mittelalter hat alles erfunden, was uns heute noch zu schaffen macht: die Banken und den Wechselbrief, die Organisation der Latifundien, die Struktur der Verwaltung und der kommunalen Politik, die Klassenkämpfe und den Pauperismus, den Streit zwischen Staat und Kirche, die Universität, den mystischen Terror, den Indizienprozeß, das Krankenhaus und das Bistum, ja sogar den organisierten Tourismus, man braucht nur Jerusalem oder Santiago de Compostela durch die Falklandinseln zu ersetzen. und man hat alles, einschließlich des Guide Michelin. 
Ein wichtiger Befürworter der Schnittmenge Hedley Bulls Begriffsbeschreibung und Ecos Neo-Mittelalter war Bruce Holsinger, der die Verwendung der Sprache orientalistischer und mittelalterlicher Diskurse in der Debatte des „Krieges gegen den Terror“ nach dem 11. September untersuchte und argumentierte, dass amerikanische Neokonservative ein pejoratives Mittelalterbild (hierbei, wenn man Ecos Unterscheidung folgen mag, dem „Mittelalter als barbarischer Ort“) instrumentalisiert hätten, um die Unterstützung der Bevölkerung für eine Außenpolitik und militärische Aktionen zu gewinnen, die die staatliche Souveränität und die internationale Rechtsstaatlichkeit untergraben.
Eine klare Differenzierung der verschiedenen Konzepte von Neomediävalismus fällt vergleichsweise schwer, da die kulturwissenschaftliche Begriffsdefinition in Form des Neologismus Ecos zeitgleich zu der politikwissenschaftlichen Ausprägung eines Neo-Mittelalter-Begriffes sich etablierte.